# Loyalis
Loyalis is een handelsnaam van ASR Nederland. Loyalis is een inkomensverzekeraar. Het bedrijf verzorgt aanvullingen op de pensioen- en inkomensregelingen voor overheid, onderwijs, energie- en nutsbedrijven en de bouwnijverheid. Het gaat daarbij om het verzekeren van het inkomen bij arbeidsongeschiktheid, overlijden en pensioen.
ASR heeft de leven-activiteiten van Loyalis geïntegreerd. De handelsnaam Loyalis wordt nog wel gebruikt voor arbeidsongeschiktheidsverzekeringen.

## Geschiedenis
Op 1 januari 2002 werd Loyalis opgericht. De werkgevers en werknemers waren aanvankelijk zelf eigenaar van Loyalis. De sociale partners hadden via de Stichting Loyalis een aandelenbelang van tachtig procent in Loyalis NV. Sindsdien hebben de sociale partners in de Stichting Loyalis de aandelen overgedragen.
Eind 2018 werd bekend dat Loyalis werd overgenomen door ASR Nederland voor circa 450 miljoen euro. Loyalis telt ongeveer 450.000 verzekerden. Na goedkeuring van de toezichthouders werd de overname op 1 mei 2019 afgerond.

## Bedrijfsstructuur
Loyalis is in 2010 gefuseerd met Cordares Verzekeringsgroep.
Loyalis NV bestaat uit verschillende bedrijfsonderdelen:
- Loyalis Leven NV
- Loyalis Schade NV
- Loyalis Diensten BV
- Loyalis Kennis en Consult BV
- Loyalis Sparen & Beleggen NV
- Cordares Advies BV